# کلیسا خودمختار
کلیسا خودمختار (انگلیسی: Autocephaly) به کلیسای مسیحی گفته می‌شود که اسقف آن به هیچ‌کدام از کلیساهای بالادستی گزارش نمی‌دهد و به نوعی مستقل از کلیساهای دیگر است. این اصطلاح عمدتاً در کلیساهای ارتدکس شرقی و کلیساهای ارتدکس مشرقی استفاده می‌شود.